# Liste des anime diffusés sur TV Tokyo
 (février 2022).
- Si vous ne connaissez pas le sujet, laissez ce bandeau (vous pouvez alors contacter les auteurs).
- Si vous supprimez le contenu mis en cause (vous pouvez préalablement contacter les auteurs),

argumentez précisément cette suppression dans la page de discussion
(un manque de référence n'est pas un argument ; une recherche réelle de référence doit avoir été effectuée, être formellement documentée).

TV Tokyo est l'un des principaux diffuseurs d'anime du Japon. Cet article dresse une liste des anime diffusés actuellement mais aussi ceux qui ont été diffusés précédemment.

## Animediffusés actuellement
- Bleach Sennen Kessen hen (11 octobre 2022 - en cours)
- Boruto: Naruto Next Generations (5 avril 2017 - en cours)
- Cardfight!! Vanguard will+Dress (5 juillet 2022 - en cours)
- Komi cherche ses mots (7 octobre 2021 - en cours)
- Pokémon 2023 (à partir d'avril 2023)
  - Pokémon Horizons, the series (à partir d'avril 2023)
- Shadowverse F (2 avril 2022 - en cours)
- Tokyo Mew Mew New (5 juillet 2022 - en cours)
- Yo-kai Watch♪ (9 avril 2021 - en cours)
- Yu-Gi-Oh! Go Rush!! (3 avril 2022 - en cours)

## Animeanciennement diffusés

### Dans les années 1980 et 1990
- Ai tenshi densetsu Wedding Peach (Wedding Peach) (5 avril 1995 - 27 mars 1996)
- Akazukin Chacha (1994-1995)
- Attacker YOU! (Jeanne et Serge) (13 avril 1984 - 21 juin 1985)
- Bakuretsu Hunters (3 octobre 1995 - 26 mars 1996)
- Battle Athletes Dai undoukai (3 octobre 1997 - 27 mars 1998)
- Beast Wars Chō seimei-tai Transformer (Animutants) (1er octobre 1997 - 25 mars 1998)
  - Beast Wars II Chō seimei-tai Transformer (Transformers: Beast Wars II) (1er avril 1998 - 27 janvier 1999)
  - Beast Wars Neo Chō seimei-tai Transformer (Transformers: Beast Wars Neo) (3 février 1999 - 29 septembre 1999)
  - Beast Wars Metals Chō seimei-tai Transformer (6 octobre 1999 - 29 mars 2000)
- Blue Seed (5 octobre 1994 - 29 mars 1995)
- Captain Tsubasa (Olive et Tom) (13 octobre 1983-27 mars 1986)
- Catto ninden teyandē (1er février 1990 - 12 février 1991)
- Chōja Reideen (Reideen the Superior) (2 octobre 1996 - 25 juin 1997)
- Cowboy Bebop (3 avril 1998 - 26 juin 1998)
- Donkey Kong  (La Planète de Donkey Kong/Donkey Kong, la série) (1er octobre 1999 - 30 juin 2000)
- Gakkyū ou Yamazaki (King of the Classroom, Yamazaki) (27 octobre 1997 - 27 novembre 1998)
- Gokudō kun Man'yuuki (Gokudo) (2 avril 1999 - 24 septembre 1999)
- Hare Tokidoki Buta (Tokyo Pig) (3 juillet 1997 - 29 septembre 1998)
- Hello! Lady Lyn (Gwendoline) (12 mai 1988-26 janvier 1989)
- Hime-chan's Ribbon (2 octobre 1992 - 3 décembre 1993)
- Jikū tantei Genshi-kun (Flint le Détective) (1er octobre 1998 - 24 juin 1999)
- Kaiketsu jōki tantei-dan (Steam Detectives) (7 octobre 1998 - 31 mars 1999)
- Kero Kero Chime (6 mars 1997 - 25 septembre 1997)
- Kidō Senkan Nadeshiko (Martian successor Nadesico) (1er octobre 1996 - 25 mars 1997)
- Kishin douji Zenki (Zenki) (9 janvier 1995 - 25 décembre 1995)
- Kodomo no omocha (Kodocha) (5 avril 1996 - 27 mars 1998)
- Lost Universe (3 avril 1998 - 25 septembre 1998)
- Mahou no Princess Minky Momo (Gigi) (18 mars 1982 - 26 mai 1983)
- Medarot (Medabots) (2 juillet 1999 - 30 juin 2000)
- Moero! Top Striker (L'École des champions) (10 octobre 1991 - 24 septembre 1992)
- Mugen no Ryvius (Infinite Ryvius) (6 octobre 1999 - 29 mars 2000)
- NG Knight Lamune & 40  (6 avril 1990 - 4 janvier 1991)
- Nurse Angel Ririka SOS (7 juillet 1995 - 29 mars 1996)
- Pocket Monsters (Pokémon) (1er avril 1997 - 14 novembre 2002)
  - Pokémon
  - Pokémon Ligue Orange
  - Pokémon Voyage à Johto
  - Pokémon Les Champions de Johto
  - Pokémon La Quete Ultime
- Popolocrois Monogatari (4 octobre 1998 - 28 mars 1999)
- Pygmalion (5 novembre 1990 - 16 septembre 1991)
- Shin-seiki Evangelion (Neon Genesis Evangelion) (4 octobre 1995 - 27 mars 1996)
- Shōjo Kakumei Utena (Utena, la fillette révolutionnaire) (2 avril 1997 - 24 décembre 1997)
- Slayers (7 avril 1995 - 29 septembre 1995)
  - Slayers Next (5 avril 1996 - 27 septembre 1996)
  - Slayers Try (4 avril 1997 - 26 septembre 1997)
- Super Doll★Licca-chan (6 octobre 1998 - 28 septembre 1999)
- Tenchi Muyo! (avril 1995 - septembre 1995)
  - Shin Tenchi muyo! (1er avril 1997 - 23 septembre 1997)
- Tipounne le chien amoureux (Ohayo! Spank) (7 mars 1981 - 29 mai 1982)
- Tenkū no Escaflowne ("Vision d'Escaflowne") (2 avril 1996 - 24 septembre 1996)
- Violinist of Hameln (2 octobre 1996 - 26 mars 1997)
- VS Knight Lamune & 40 Fire (3 avril 1996 - 25 septembre 1996)
- Zettai Muteki Raijin-Oh (Raijin-Oh) (3 avril 1991 - 25 mars 1992)

### Dans les années 2000
- Kidou senshi Angelic Layer (Angelic Layer) (1er avril 2001 - 30 septembre 2001)
- Seven of Seven (10 janvier 2002 – 27 juin 2002)
- Animal Yokocho (4 octobre 2005 - 26 septembre 2006)
- Anyamal Tantei Kirumin zū (5 octobre 2009 - 20 septembre 2010)
- Aqua Kids (1er avril 2004 - 23 septembre 2004)
- Bakegyamon (3 avril 2006 - 26 mars 2007)
- Bakugan Battle Brawlers (Bakugan Équipe d'élite) (5 avril 2007 - 27 mars 2008)
  - Bakugan La Nouvelle Vestroia (2 mars 2010 - 26 mars 2011)
  - Bakugan Les Envahisseurs de Gundalia (3 avril 2011 - 29 janvier 2012)
- B Legend! Battle B-Daman (5 janvier 2004 - 27 décembre 2004)
  - B Legend! Battle B-Daman Fire spirits (10 janvier 2005 - 26 décembre 2005)
  - Bakukyū Hit! Crash B-Daman (9 janvier 2006 - 25 décembre 2006)
- Bleach (5 octobre 2004 - 27 mars 2012)
- Blue Dragon (7 avril 2007 - 28 mars 2009)
- Bomberman Jetters (2 octobre 2002 - 24 septembre 2003)
- Bōken-oh Biito (Beet the Vandel Buster) (30 septembre 2004 - 29 septembre 2005)
  - Bōken-oh Biito Excellion (6 octobre 2005 - 30 mars 2006)
- Bōken yūki Pluster World (3 avril 2003 - 25 mars 2004)
- Captain Tsubasa (Olive et Tom : Le Retour) (7 octobre 2001-6 octobre 2002)
- Croket! (7 avril 2003 - 27 mars 2005)
- Cross Game (5 avril 2009 - 28 mars 2010)
- Cyborg 009 THE CYBORG SOLDIER (14 octobre 2001 - 13 octobre 2002)
- D.Gray-man (3 octobre 2006 - 30 septembre 2008)
- Dan Doh! (3 avril 2004 - 25 septembre 2004)
- Les Supers Nanas Zeta (Demashita! Powerpuff Girls Z) (1er juillet 2006 - 30 juin 2007)
- Dragon Drive (4 juillet 2002 - 27 mars 2003)
- Eyeshield 21 (6 avril 2005 - 19 mars 2008)
- F-ZERO Falcon Densetsu ("F-Zero: GP Legend") (7 octobre 2003 - 28 septembre 2004)
- Fairy Tail (Octobre 2009 - 30 mars 2013)
- Final Fantasy: Unlimited (2 octobre 2001 - 26 mars 2002)
- Forutsa! Hidemaru (6 avril 2002 - 28 septembre 2002)
- Fortune Dogs (4 juillet 2002 - 29 mars 2003)
- Fruits Basket (5 juillet 2001 - 27 décembre 2001)
- Fushigiboshi no Futagohime (2 avril 2005 - 25 mars 2006)
  - Fushigiboshi no Futagohime Gyu (1er avril 2006 - 31 mars 2007)
- Full Moon wo sagashite (6 avril 2002 - 29 mars 2003)
- Galaxy Angel Saison 2 (3 février 2002 - mars 2002), Saison 3 (6 octobre 2002 - mars 2003)
- Gen'ei Toushi BASToF Lemon (BASToF Lemon) (4 octobre 2003 - 27 mars 2004)
- Gensômaden Saiyuki (4 avril 2000 - 27 mars 2001)
  - Saiyuki Reload (2 octobre 2003 - 25 mars 2004)
  - Saiyuki Reload Gunlock (1er avril - 23 septembre 2004)
- Get Ride! Amdriver (Amdriver) (5 avril 2004 - 28 mars 2005)
- Gintama (Avril 2006 - 25 mars 2010)
  - Gintama' (4 avril 2011 - 26 mars 2011)
  - Gintama' Enchousen(4 octobre 2012 - 28 mars 2013)
- Gokujō!! Mecha Mote Iinchō (4 avril 2009 - 27 mars 2010)
  - Gokujō!! Mecha Mote Īnchō: Second Collection (3 avril 2010 - 26 mars 2011)
- Hayate no Gotoku! (1er avril 2007 - 30 mars 2008)
- Hikaru no go (10 octobre 2001 - 26 mars 2003)
- Idaten Jump (1er octobre 2005 - 30 septembre 2006)
- Inazuma Eleven (5 octobre 2008 - 27 avril 2011)
- Jungle wa Itsumo Hare nochi Guu (Haré + Guu) (3 avril 2001 - 25 septembre 2001)
- Kamichama Karin (6 avril 2007 - Septembre 2007)
- Katekyō Hitman Reborn! (Reborn!) (7 octobre 2006 - 25 septembre 2010)
- Kenran Butousai: The Mars Daybreak (1er avril 2004 - 23 septembre 2004)
- Keroro-gunsō (Keroro) (3 avril 2004 - 2 avril 2011)
- Kinnikuman II (9 janvier 2002 - 25 décembre 2002)
- Kirarin Revolution (Kilari) (7 avril 2006 - 28 mars 2008)
  - Kirarin Revolution STAGE 3 (4 avril 2008 - 27 mars 2009)
- Love Hina (19 avril 2000 - 27 septembre 2000)
- MapleStory (7 octobre 2007 - Mars 2008)
- Märheaven (MÄR) (3 avril 2005 - 25 mars 2007)
- Maria-sama ga Miteru -Haru- (4 juillet 2004 - 26 septembre 2004)
- Medarot-damashii (7 juillet 2000 - 30 mars 2001)
- Metal Fight Beyblade (5 avril 2009 - 28 mars 2010)
  - Metal Fight Beyblade Explosion (3 avril 2010 - 26 mars 2011)
  - Metal Fight Beyblade 4D (3 avril 2011 - 1er avril 2012)
  - Metal Fight Beyblade ZEROG (8 avril 2011 - 23 décembre 2012)
- Mugen senki Fortress (Tank Knights Fortress) (5 avril 2003 - 27 mars 2004)
- Mutsu Enmei-ryū Gaiden Shura no toki (L'ère des Shura) (6 avril 2004 - 28 septembre 2004)
- Naruto (3 octobre 2002 - 8 février 2007)
  - Naruto Shippûden (15 février 2007 - 23 mars 2017)
- Natsume Yūjin-chō (6 avril 2009 - 6 juillet 2009) (rediffusion)
- Negima!? (4 octobre 2006 -28 mars 2007)
- Omoikkiri kagaku adventure So-Nanda! (5 octobre 2003 - 28 mars 2004)
- Otogi-jushi Akazukin (Akazukin, Mousquetaire Féerique) (1er juillet 2006-24 mars 2007)
- Pasión de gavilanes (2003-2022)
- Papuwa (30 septembre 2003 - 30 mars 2004)
- Peach Girl (8 janvier 2005 - 25 juin 2005)
- Pokémon Advanced Generation (21 novembre 2002 - 14 septembre 2006)
  - Pokémon Advanced
  - Pokémon Advanced Challenge
  - Pokémon Advanced Battle
  - Pokémon Battle Frontier
- Pokémon Diamant & Perle (28 septembre 2006 - 9 septembre 2010)
  - Pokémon Diamond and Pearl
  - Pokémon DP Battle Dimension
  - Pokémon DP Galactic Battle
  - Pokémon DP Sinnoh League Victors
- Popolocrois (5 octobre 2003 - 28 mars 2004)
- Rockman EXE (Mega Man NT Warrior) (4 mars 2002 - 31 mars 2003)
  - Rockman EXE Axess (Mega Man NT Axess) (4 octobre 2003 - 25 septembre 2004)
  - Rockman EXE Stream (2 octobre 2004 - 24 septembre 2005)
  - Rockman EXE Beast (1er octobre 2005 - 1er avril 2006)
  - Rockman EXE Beast + (8 avril 2006 - 30 septembre 2006)
- Ryuusei no Rockman (Mega Man Star Force) (7 octobre 2006 - 27 octobre 2007)
  - Ryuusei no Rockman Tribe (Mega Man Star Force Tribe) (3 novembre 2007 - 29 mars 2008)
- Rokumon Tengai Moncolle Knight (10 janvier 2000 - 25 décembre 2000)
- Samurai deeper Kyo (1er juillet 2002 - 23 décembre 2002)
- School rumble (5 octobre 2004 - 29 mars 2005)
- SD Gundam Force (7 janvier 2004 - 29 décembre 2004)
- Shaman King (4 juillet 2001 - 25 septembre 2002)
- Shichi-nin no Nana (10 janvier 2002 - 27 juin 2002)
- Shin Mazinger (4 avril 2009 - 26 septembre 2009)
- Shugo Chara! (6 octobre 2007 - 27 septembre 2008)
  - Shugo Chara!! Doki (4 octobre 2008 - 26 septembre 2009)
  - Shugo Chara Party! (3 octobre 2009 - 27 mars 2010)
    - Shugo Chara!!! Dokki Doki
    - Shugo Chara! Pucchi Puchi
- Sonic X (6 avril 2003 - 28 mars 2004)
- Soreike Zukkoke San-nin gumi (4 avril 2004 - 3 octobre 2004)
- Soul Eater (7 avril 2008 - 30 mars 2009)
- Spiral -Suiri no Kizuna- (1er octobre 2002 - 25 mars 2003)
- Star Ocean EX (3 avril 2001 - 25 septembre 2001)
- Sugar Sugar Rune (Chocola et Vanilla) (2 juillet 2005 - 24 juin 2006)
- Super GALS! Kotobuki Ran (1er avril 2001 - 31 mars 2002)
- Tamagotchi! (12 octobre 2009 - 3 septembre 2012)
  - Tamagotchi!: Yume Kira Dream (10 septembre 2012 - 29 août 2013)
  - Tamagotchi!: Miracle Friends (5 septembre 2013 - 27 mars 2014)
  - Go!-Go! Tamagotchi! (3 avril 2014 - 26 mars 2015)
  - Tamagotchi! Tama tomo Dai-ShūGO (2 avril 2015 - 24 septembre 2015)
- Tengen Toppa Gurren Lagann (Gurren Lagann) (1er avril 2007 - Septembre 2007)
- Tennis no Ouji-sama (10 octobre 2001 - 30 mars 2005)
- Tōkyō Underground (2 avril 2002 - 24 septembre 2002)
- Tottoko Hamutaro (Hamtaro) (7 juillet 2000 - 26 mars 2004)
  - Tottoko Hamutaro Hamuhamu Paradaichu! (2 avril 2004 - 31 mars 2006)
  - Tottoko Hamutaro Ha~i! (5 avril 2006 - 26 mars 2008)
  - Tottoko Hamutaro Dechu (2 avril 2011 - 31 mars 2012)
  - Tottoko Hamutaro (7 avril 2012 - 30 mars 2013)
- Transformer Car Robot (Transformers: Robots in Disguise)  (5 avril 2000 - 27 décembre 2000)
- Transformers Armada (10 janvier 2003 - 26 décembre 2003)
  - Transformer Superlink (Transformers Energon) (9 janvier 2004 - 24 décembre 2004)
- Ueki no hōsoku (La Loi d'Ueki) (4 avril 2005 - 27 mars 2006)
- Wagamama Fairy Mirumo de Pon (Mirumo) (6 avril 2002 - 27 septembre 2003)
  - Wagamama Fairy Mirumo de Pon Golden (7 octobre 2003 - 30 mars 2004)
  - Wagamama Fairy Mirumo de Pon Wonderful (6 avril 2004 - 5 avril 2005)
  - Wagamama Fairy Mirumo de Pon Charming (29 avril 2005 -  27 septembre 2005)
- Yakitate!! Ja-pan (12 octobre 2004 - 14 mars 2006)
- Yu-Gi-Oh! Duel Monsters (18 avril 2000 - 29 septembre 2004)
- Yu-Gi-Oh! Duel Monsters GX (Yu-Gi-Oh! GX) (6 octobre 2004 - 26 mars 2008)
- Yu-Gi-Oh! 5D's (2 avril 2008 - 30 mars 2011) (2 avril 2008 - 30 mars 2011)
- Zettai Karen Children (6 avril 2008 - 29 mars 2009)
- Zoids Genesis (10 avril 2005 - 26 mars 2006)

### Dans les années 2010
- Ace of Diamond (6 octobre 2013 - 29 mars 2015)
  - Ace of Diamond saison 2 (6 avril 2015 - 28 mars 2016)
  - Ace of Diamond Act II (2 avril 2019 - 31 mars 2020)
- Ahiru no Sora (2 octobre 2019 - 30 septembre 2020)
- Aikatsu! (8 octobre 2012 - 30 mars 2020)
  - Aikatsu! Idol Katsudou! (8 octobre 2012 - 31 mars 2016)
  - Aikatsu Stars! (7 avril 2016 - 29 mars 2018)
  - Aikatsu Friends! (5 avril 2018 - 28 mars 2019)
    - Aikatsu Friends! Kagayaki no Jewel (4 avril 2019 - 28 septembre 2019)

  - Aikatsu on Parade! (5 octobre 2019 - 28 mars 2020)
- Baka to Test to Shōkanjū (6 janvier 2010 - 30 septembre 2011)
- Bakugan Battle Planet (1er avril 2019 - 30 mars 2020)
- Battle Spirits
  - Battle Spirits: Burning Soul (1er avril 2015 - 30 mars 2016)
  - Battle Spirits: Double Drive (6 avril 2016 - 29 mars 2017)
- Beyblade Burst (4 avril 2016 - 27 mars 2017)
  - Beyblade Burst: Evolution / Beyblade Burst: God (3 avril 2017 - 26 mars 2018)
  - Beyblade Burst: Turbo / Beyblade Burst: Chōzetsu (2 avril 2018 - 25 mars 2019)
- Black Clover (3 octobre 2017 - 30 mars 2021 )
- Cardfight!! Vanguard (8 janvier 2011 - 19 octobre 2014)
  - Cardfight!! Vanguard G (26 octobre 2014 - 1er avril 2018)
- Chōsoku Henkei Gyrozetter (2 octobre 2012 - 24 septembre 2013)
- Cocotama
  - Kamisama Minarai: Himitsu no Cocotama (1er octobre 2015 - 28 juin 2018)
  - Kamisama Minarai: Himitsu no Cocotama - Nastu da! Ōhashagi Special (5 juillet 2018 - 30 août 2018)
  - Kirakira Happy Hirake! Cocotama (6 septembre 2018 - 26 septembre 2019)
- Cross Fight B-Daman (2 octobre 2011 - 30 octobre 2012)
  - Cross Fight B-Daman eS (7 octobre 2012 - 29 septembre 2013)
- Danball Senki (3 mars 2011 - 11 janvier 2012)
  - Danball Senki W (18 janvier 2012 - 20 mars 2013)
- Danball Senki Wars (3 avril 2013 - 25 décembre 2013)
- Digimon Universe: Appli Monsters (1er octobre 2016 - 30 septembre 2017)
- Fairy Tail (5 avril 2014 - 26 mars 2016)
  - Fairy Tail Zero (9 janvier 2016 - 12 mars 2016)
- Fairy Tail - les derniers arcs (7 octobre 2018 - 29 septembre 2019)
- Future Card BuddyFight (4 janvier 2014 - 26 mai 2018)
  - Future Card Shin BuddyFight (2 juin 2018 - 24 avril 2019)
- Gaist Crusher (2 octobre 2013 - 1er octobre 2014)
- Gintama° (8 avril 2015 - 30 mars 2016)
- Gon (2 avril 2011 - 25 mars 2013)
- Gundam Build Divers (3 avril 2018 - 25 septembre 2018)
- Gundam Build Fighters (7 octobre 2013 - 31 mars 2014)
  - Gundam Build Fighters Try (8 octobre 2014 - 1er avril 2015)
- Heroman (1er avril 2010 - 23 septembre 2010)
- Hime-chen! Otogi-tic Idol Lilpri (4 avril 2010 - 27 mars 2011)
- Inazuma Eleven
  - Inazuma Eleven GO (4 mai 2011 - 11 avril 2012)
    - Inazuma Eleven GO Chronostone (18 avril 2012 - 1er mai 2013)
    - Inazuma Eleven GO Galaxy (8 mai 2013 - 19 mars 2014)

  - Inazuma Eleven Ares (6 avril 2018 - 28 septembre 2018)
  - Inazuma Eleven Orion (5 octobre 2018 - 27 septembre 2019)
- Jewelpets, le royaume des bijoux
  - Jewelpet Twinkle  (3 avril 2010 - 2 avril 2011)
  - Jewelpet Sunshine (9 avril 2011 - 31 mars 2012)
  - Jewelpet Kira Deco! (7 avril 2012 - 30 mars 2013)
  - Jewelpet Happiness (6 avril 2013 - 29 mars 2014)
  - Lady Jewelpet (5 avril 2014 - 28 mars 2015)
  - Jewelpet Magical Change (4 avril 2015 - 26 décembre 2015)
- Jinbe Evolution (1er avril 2013 - 30 septembre 2013)
- Kami nomi zo siru sekai (Que sa volonté soit faite) (Janvier 2011 - 22 mars 2011)(rediffusion)
- Naruto SD(Suggoi Doryoku) Rock Lee no Seishun Full Power Ninden (3 avril 2012 - 26 mars 2012)
- Pokémon Best Wishes! (23 septembre 2010 - 14 juin 2012)
  - Pokémon Best Wishes! Season 2 (21 juin 2012 - 10 janvier 2013)
  - Pokémon Best Wishes! Season 2 Episode N (17 janvier 2013 - 18 avril 2013)
  - Pokémon Best Wishes! Season 2 Decolora adventure/BW Adventures in Unova and Beyond (25 avril 2013 - 26 septembre 2013)
  - Pokémon Black & White (23 septembre 2010 - 15 septembre 2011)
  - Pokémon BW Rival Destinies(22 septembre 2011 - 4 octobre 2012)
  - Pokémon BW Adventures in Unova (11 octobre 2012 - 18 avril 2013)
- Pokémon XY (17 octobre 2013 - 22 octobre 2015)
  - Pokémon XY & Z (29 octobre 2015 - 10 novembre 2016)
  - Pokémon the series: XY (17 octobre 2013 - 30 octobre 2014)
  - Pokémon the series: XY Kalos Quest (13 novembre 2014 - 22 octobre 2015)
  - Pokémon the series: XYZ (29 octobre 2015 - 27 octobre 2016)
- Pokémon Sun & Moon
  - Pokémon Sun & Moon (17 novembre 2016 - 3 novembre 2019)
  - Pokémon the series: Sun & Moon (17 novembre 2016 - 21 septembre 2017)
  - Pokémon the series: Sun & Moon Ultra Adventures (5 octobre 2017 - 14 octobre 2018)
  - Pokémon the series: Sun & Moon Ultra Legends (21 octobre 2018 - 3 novembre 2019)
- Pokémon 2019 (17 novembre 2019 - 24 mars 2023
  - Pokémon Journeys: the series (17 novembre 2019 - 4 décembre 2020)
  - Pokémon Master Journeys: The Series (11 décembre 2020 - 10 décembre 2021)
  - Pokémon Ultimate Journeys: the series (17 décembre 2021 - 24 mars 2023)
- Pretty Series (2 avril 2011 - 9 octobre 2022)
  - Pretty Rhythm
    - Pretty Rhythm Aurora Dream (2 avril 2011 - 31 mars 2012)
    - Pretty Rhythm Dear my Future (7 avril 2012 - 30 mars 2013)
    - Pretty Rhythm Rainbow Live (6 avril 2013 - 29 mars 2014)
    - Pretty Rhythm All-star Selection (5 avril 2014 - 14 juin 2014)

  - PriPara (5 juillet 2014 - 28 mars 2017)
    - Idol Time PriPara (4 avril 2017 - 27 mars 2018)

  - Kiratto Pri Chan (8 avril 2018 - 30 mai 2021)
  - Waccha Primagi (3 octobre 2021 - 9 octobre 2022)
- Rilu Rilu Fairilu
  - Rilu Rilu Fairilu: Yōsei no Door (6 février 2016 - 25 mars 2017)
  - Rilu Rilu Fairilu: Mahō no Kagami (7 avril 2017 - 30 mars 2018)
- Saikyō Bushōden Sangoku Engi (4 avril 2010 - 27 mars 2011)
- SD Gundam Sangokuden Brave Battle Warriors (3 avril 2010 - 26 mars 2011)
- Seven Deadly Sins
  - Seven Deadly Sins: Wrath of the Gods (9 octobre 2019 - 25 mars 2020)
  - Seven Deadly Sins: Dragon's Judgement (13 janvier 2021 - 23 juin 2021)
- Sket Dance (7 avril 2011 - 27 septembre 2012)
- Tanken Driland (7 juillet 2012 - 30 mars 2013)
  - Tanken Driland Sen-nen no mahō (6 avril 2013 - 29 mars 2014)
- Tenkai Knights (5 avril 2014 - 28 mars 2015)
- The Snack World (13 avril 2017 - 19 avril 2018)
- Twin Star Exorcists (6 avril 2016 - 29 mars 2017)
- Yo-kai Gakuen Y -N to no Sōgū- (27 décembre 2019 - 2 avril 2021)
- Yo-kai Watch (4 janvier 2014 - 30 mars 2018)
  - Yo-kai Watch ! (5 avril 2019 - 20 décembre 2019)
- Yo-kai Watch Shadow Side (13 avril 2018 - 29 mars 2019)
- Yu-Gi-Oh! Zexal (11 avril 2011 - 24 septembre 2012)
  - Yu-Gi-Oh! ZEXAL II (second) (7 octobre 2012 - 23 mars 2014)
- Yu-Gi-Oh! Arc-V (6 avril 2014 - 26 mars 2017)
- Yu-Gi-Oh! Vrains (10 mai 2017 - 25 septembre 2019)
- Zoids Wild Zero (4 octobre 2019 - 16 octobre 2020)
- Zoobles! (février 2012 - 27 septembre 2012)

### Dans les années 2020
- Dragon Quest: L'Aventure de Dai (3 octobre 2020 - 22 octobre 2022)
- Mewkledreamy (5 avril 2020 - 2 avril 2021)
  - Mewkledreamy Mix! (11 avril 2021 - 27 mars 2022)
- Shadowverse (7 avril 2020 - 23 mars 2021)
- Shaman King (1er avril 2021 - 21 avril 2022
- Shinkansen Henkei Robo Shinkalion Z (9 avril 2021 - 18 mars 2022)
- Yu-Gi-Oh! Sevens (4 avril 2020 - 27 mars 2022)

### Animedu créneau nocturne
Lundi
- Actually, I Am... (6 juillet 2015 - 28 septembre 2015)
- Ao no Kanata no Four Rhythm (12 janvier 2016 - 29 mars 2016)
- Arata (8 avril 2013 - 1er juillet 2013)
- ARIA The ORIGINATION (6 janvier 2008 - 30 mars 2008)
- Azumanga daioh (8 avril 2002 - 30 septembre 2002)
- Bamboo blade  (1er octobre 2007 - 31 mars 2008)
- Captain Tsubasa (2 avril 2018 - 1er avril 2019)
- King of Prism -Shiny Seven Stars- (16 avril 2019 - 2 juillet 2019)
- Courtesy of Zettai Karen Children THE UNLIMITED Kyosuke Hyōbu (7 janvier 2013 - 25 mars 2013)
- D.Gray-man HALLOW (4 juillet 2016 - 26 septembre 2016)
- D-Frag! (6 janvier 2014 - 24 mars 2014)
- Divine Nanami saison 2 (5 janvier 2015 - 30 mars 2015)
- El Cazador (2 avril 2007 - 24 septembre 2007)
- En selle, Sakamichi (7 octobre 2013 - 30 juin 2014)
  - Yowamushi Pedal: Grande Road (6 octobre 2014 - 30 mars 2015)
  - Yowamushi Pedal: New Generation (9 janvier 2017 - 26 juin 2017)
- Fantastic Children (4 octobre 2004 - 28 mars 2005)
- Fruits Basket
  - Fruits Basket: 2nd season (7 avril 2020 - 22 septembre 2020)
  - Fruits Basket: The Final (6 avril 2021 - 29 juin 2021)
- Gaogaigar FINAL GGG (11 avril 2005 - 27 juin 2005)
- Gintama. (8 janvier 2017 - 27 mars 2017)
  - Gintama. Porori-hen (1er octobre 2017 - 25 décembre 2017)
  - Gintama. Shirogane no Tamashī-hen (8 janvier 2018 - 8 octobre 2018)
- Girl Friend (Kari) (13 octobre 2014 - 29 décembre 2014)
- Grappler Baki TV (23 juillet 2001 - 24 décembre 2001)
- Gun X Sword (4 juillet 2005 - 26 décembre 2005)
- Haiyore! Nyaruko-san (9 avril 2012 - 25 juin 2012)
- Re:␣Hamatora (7 juillet 2014 - 22 septembre 2014)
- Hayate the Combat Butler Cuties (8 avril 2013 - 1er juillet 2013)
- Inō-Battle wa Nichijō-kei no Naka de (6 octobre 2014 - 22 décembre 2014)
- Jubei-chan (5 avril 1999 - 28 juin 1999)
- Kami nomi zo siru sekai II (Que sa volonté soit faite - Saison 2) (11 avril 2011 - 27 juin 2011)
  - Kami nomi zo siru sekai Megami hen (Que sa volonté soit faite Arc déesses) (8 juillet 2013 - 23 septembre 2013)
- Last Exile (7 avril 2003 - 29 septembre 2003)
- Level E (10 janvier 2011 - 4 avril 2011)
- MADLAX (5 avril 2004 - 27 septembre 2004)
- Monochrome Factor (7 avril 2008 - 29 septembre 2008)
- Natsume Yūjin-chō (7 juillet 2008 - 29 septembre 2008)
  - Zoku Natsume Yūjin Chō (Janvier 2009 - Mars 2009)
  - Natsume Yūjin Chō San (4 juillet 2011 - 26 septembre 2011)
  - Natsume Yūjin Chō Shi (2 janvier 2012 - 26 mars 2012)
- Non Non Biyori (7 octobre 2013 - 23 décembre 2013)
  - Non Non Biyori Repeat (6 juillet 2015 - 21 septembre 2015)
- One Punch Man ssaison 1 (5 octobre 2015 - 21 décembre 2015)
- Osomatsu-san (Mr. Osomatsu) (5 octobre 2015 - 29 mars 2016)
- Otome Yōkai Zakuro (4 octobre 2010 - 27 décembre 2010)
- Seikimatsu Occult Gakuin (5 juillet 2010 - 27 septembre 2010)
- Sengoku Otome -Momoiro Paradox- (4 avril 2011 - 27 juin 2011)
- Senkō no Nightraid (5 avril 2010 - Juin 2010)
- Seisen Cerberus: Ryukoku no Fatalite (5 avril 2016 - 28 juin 2016)
- serial experiments lain (6 juillet 1998 - 28 septembre 1998)
- Simoun (3 avril 2006 - 25 septembre 2006)
- Shinryaku! Ika Musume (4 octobre 2010 - 20 décembre 2010)
- Sketch Book ~full colors~ (1er octobre 2007 - 24 décembre 2007)
- La Mélodie du ciel (So-Ra-No-Wo-To) (4 janvier 2010 - 22 mars 2010)
- Sora wo kakeru Shojo (5 janvier 2009 - 29 juin 2009)
- Sousei no Aquarion (4 avril 2005 - 26 septembre 2005)
- Tokimeki Memorial Only Love (2 octobre 2006 - 26 mars 2007)
- Tonari no Kaibutsu-kun (1er octobre 2012 - 24 décembre 2012)
- Tsukuyomi - Moon Phase (4 octobre 2004 - 28 mars 2005)
- Uchū Kaizoku Mito no Daibouken (1er janvier 1999 - 29 mars 1999)
- Vampire Knight (7 avril 2008 - 30 juin 2008)
  - Vampire Knight Guilty (6 octobre 2008 - 29 décembre 2008)
- Watamote (8 juillet 2013 - 23 septembre 2013)
- World Destruction Sekai Bokumetsu no Roku nin (7 juillet 2008 - 29 septembre 2008)
- YuruYuri (4 juillet 2011 - 19 septembre 2011)
  - YuruYuri♪♪ (2 juillet 2012 - 17 septembre 2012)

Mardi
- Air Gear (4 avril 2006 - 26 septembre 2006)
- Cardfight!! Vanguard Overdress (5 octobre 2021 - 28 décembre 2021)
- DD Hokuto no Ken (2 avril 2013 - 25 juin 2013)
  - DD Hokuto no Ken 2: Ichigo aji + (6 octobre 2015 - 22 décembre 2015)
- Divine Nanami (2 octobre 2012 - 25 décembre 2012)
- Ghost Hunt (3 octobre 2006 - 27 mars 2007)
- Glass no Kamen (produite par TMS Entertainment) (5 avril 2005 - 28 mars 2006)
- Hamatora (7 janvier 2014 - 25 mars 2014)
- Harukanaru toki no naka de -Hachiyoushou- (5 octobre 2004 - 29 mars 2005)
- Kiss Dum -Engage Planet- (3 avril 2007 - 18 septembre 2007)
- Miss Monochrome (1er octobre 2013 - 24 décembre 2013)
- Over Drive (3 avril 2007 - 25 septembre 2007)
- Ragnarök the Animation (6 avril 2004 - 28 septembre 2004)
- Sen'yu. (8 janvier 2013 - 26 mars 2013)
  - Sen'yu. Saison 2 (2 juillet 2013 - 24 septembre 2013)
- Soul Eater Not! (8 avril 2014 - 1er juillet 2014)
- Suteki Tantei Labirinth (2 octobre 2007 - 25 mars 2008)
- Yamato nadeshiko shichi henge (3 octobre 2006 - 27 mars 2007)

Mercredi
- .hack//SIGN (Avril 2002 - 25 septembre 2002)
  - .hack//Legend of the Twilight (8 janvier 2003 - 26 mars 2003)
  - .hack//Roots (5 avril 2006 - 27 septembre 2006)
- ARIA The ANIMATION (5 octobre 2005 - 28 décembre 2005)
- Asagiri no miko (3 juillet 2002 - 25 décembre 2002)
- AVENGER (1er octobre 2003 - 24 décembre 2003)
- Baka to Test to Shōkanjū (6 janvier 2010 - 31 mars 2010)
- BECK (6 octobre 2004 - 30 mars 2005)
- Boogiepop wa warawanai (Boogiepop Phantom) (5 janvier 2000 - 22 mars 2000)
- Bubblegum Crisis: Tokyo 2040 (7 octobre 1998 - 31 mars 1999)
- Busō renkin (4 octobre 2006 - 28 mars 2007)
- Dragonaut -The Resonance- (3 octobre 2007 - Mars 2008)
- EAT-MAN'98 (7 octobre 1998 - 23 décembre 1998)
- Elf wo karu mono tachi II (Ceux qui chassent des elfes II) (1er octobre 1997 - 24 décembre 1997)
- Galaxy Angel (Saison 4) (7 juillet 2004 - 29 septembre 2004)
- Gokujo Seitokai (6 avril 2005 - 28 septembre 2005)
- Hyakko (1er octobre 2008 - 24 décembre 2008)
- Ijigen no Sekai El Hazard (7 janvier 1998 - 25 mars 1998)
- Inukami! (5 avril 2006 - 27 septembre 2006)
- Jubei-chan 2 -Siberia Yagyu no gyakushu- (7 janvier 2004 - 31 mars 2004)
- Kami nomi zo siru sekai (Que sa volonté soit faite) (6 octobre 2010 - 22 décembre 2010)
- Kashimashi ~girl meets girl~ (11 janvier 2006 - 29 mars 2006)
- Kidou Keisatsu Patlabor Labor selection (3 octobre 2001 - mars 2002)
- Jashin-chan Dropkick X (6 juillet 2022 - 21 septembre 2022)
- Kinnikuman II ULTIMATE MUSCLE (7 avril 2004 - 30 juin 2004)
  - Kinnikuman II ULTIMATE MUSCLE 2 (4 janvier 2006 - 29 mars 2006)
- Kishin Taisen Gigantic Formula (4 avril 2007 - 26 septembre 2007)
- Maria-sama ga Miteru (7 janvier 2004 - 31 mars 2004)
- Médaka Box (4 avril 2012 - 20 juin 2012)
  - Médaka Box Abnormal (10 octobre 2012 - 26 décembre 2012)
- Mireba Iijan! Shugo Chara! Night (1er octobre 2008 - 24 décembre 2008) (Rediffusion de la sélection)
- Mahou sensei Negima (5 janvier 2005 - 29 juin 2005)
- Nagasarete Airantō (4 avril 2007 - 26 septembre 2007)
- One Punch Man saison 2 (10 avril 2019 - 3 juillet 2019)
- Rikujou Boueitai Mao-chan (Ground Defense Force! Mao-chan) (3 juillet 2002 - 25 décembre 2002)
- Sasameki Koto (7 octobre 2009 - 30 décembre 2009)
- Sister Princess (4 avril 2001 - 26 septembre 2001)
- Sister Princess RePure (2 octobre 2002 - 25 décembre 2002)
- Slayers Revolution (2 juillet 2008 - 24 septembre 2008)
- Super Robot Wars OG Divine Wars (4 octobre 2006 - 28 mars 2007)
- Suzuka (manga) (6 juillet 2005 - 28 décembre 2005)
- Toradora! (1er octobre 2008 - Mars 2009)
- Trigun (1er avril 1998 - 30 septembre 1998)
- Uchū no Stellvia (2 avril 2003 - 24 septembre 2003)

Jeudi
- Anyamal Tantei Kirumin zū+ (8 octobre 2009 - 25 mars 2010) (rediffusion)
- Argento Soma (5 octobre 2000 - 29 mars 2001)
- Baka to Test to Shōkanjū Ni! (7 juillet 2011 - 29 septembre 2011)
- Binbō-gami ga! (4 juillet 2012 -  27 septembre 2012)
- Densetsu no yuusha no densetsu (The Legend of Legendary Heroes) (1er juillet 2010 - 16 décembre 2010)
- Elf wo karu mono tachi (Ceux qui chassent des elfes) (3 octobre 1996 - 19 décembre 1996)
- EAT-MAN (9 janvier 1997 - 28 mars 1997)
- Heppoko Jikken Animation Excel Saga (7 octobre 1999 - 30 mars 2000)
- Hayate the Combat Butler: CAN'T TAKE MY EYES OFF YOU (4 octobre 2012 - 20 décembre 2012)
- Magical Girl Lyrical Nanoha StrikerS (5 janvier 2012 - 28 juin 2012)(rediffusion)
- Mai-Hime (30 septembre 2004 - 31 mars 2005)
- Mai-Otome (6 octobre 2005 - 30 mars 2006)
- Maria Holic Alive (7 avril 2011 - 30 juin 2011)
- Moichido Ride! Vanguard (7 juillet 2011 - 29 septembre 2011) (rediffusion)
- Noir (5 avril 2001 - 27 septembre 2001)
- Phantom: Requiem for the Phantom (2 avril 2009 - 24 septembre 2004)
- Saiyuki RELOAD GUNLOCK (1er avril 2004 - 23 septembre 2004)
- Seihou Bukyou Outlaw Star (Outlaw Star) (8 janvier 1998 - 25 juin 1998)
- Seikimatsu Occult Gakuin (6 janvier 2011 - 31 mars 2011) (rediffusion)
- Sengoku Collection (5 avril 2012 - 27 septembre 2012)
- Shadow Skill (2 juillet 1998 -24 décembre 1998)
- Soul Eater Late Show (10 avril 2008 - 2 avril 2009) (rediffusion)
- Tegami bachi (Letter Bee)  (1er avril 2010 - 16 septembre 2010) (rediffusion)
- Tengen Toppa Gurren Lagann (4 octobre 2007 - 3 avril 2008) (rediffusion)
- Z/X IGNITION (9 janvier 2014 - 3 avril 2014)

Vendredi
- Babel II (5 octobre 2001 - 28 décembre 2001)
- Bibliotheca Mystica de Dandalian (15 juillet 2011 - 30 septembre 2011)
- Cosmowarrior Zero : La Jeunesse d'Albator (6 juillet 2001 - 28 septembre 2001)
  - Fruits Basket: 1st season (6 avril 2019 - 21 septembre 2019)
- Fortune Arterial: La Promesse Rouge (8 octobre 2010 - 24 décembre 2010)
- Golgo 13 (11 avril 2008 - 27 mars 2009)
- Gosick (7 janvier 2011 - 24 juin 2011)
- Hayate no Gotoku!! (Saison 2) (3 avril 2009 - 18 septembre 2009)
- Kami nomi zo siru sekai II (Que sa volonté soit faite - Saison 2) (1er juillet 2011 - 16 septembre 2011) (rediffusion)
- Wake Up, Girls! (10 janvier 2014 - 28 mars 2014)

Samedi
- A Town Where You Live (13 juillet 2013 - 28 septembre 2013)
- Shin Mazinger Shougeki! Z Hen (4 avril 2009 - 26 septembre 2009)
- Tegami bachi (Letter Bee)  (3 octobre 2009 - 27 mars 2010)
  - Tegami bachi REVERSE (Letter Bee REVERSE) (2 octobre 2010 - 26 mars 2011)
- Fighting Beauty Wulong (1er octobre 2005 - 25 mars 2006)
  - Fighting Beauty Wulong REBIRTH (1er avril 2006 - 30 septembre 2006)
- Gallery Fake (8 janvier 2005 - 24 septembre 2005)
- HUMAN SCRAMBLE (5 avril 2003 - 28 juin 2003)
- Monkey Turn, Monkey Turn V (10 janvier 2004 -18 décembre 2004)
- PROJECT ARMS (7 avril 2001 - mars 2002)
- Shijou Saikyou no Deshi Ken'ichi (7 octobre 2006 - 29 septembre 2007)
- Takahashi Rumiko Gekijou (Rumic Theater) (5 juillet 2003 - 27 septembre 2003)
  - Takahashi Rumiko Gekijou Ningyo no mori (Mermaid Forest) (4 octobre 2003 - 20 décembre 2003)
- Tenshi na Konamaiki (Cheeky Angel) (6 avril 2002 - 29 mars 2003)
- Zettai Bōei Leviathan (6 avril 2013 - 5 juillet 2013)

Dimanche
- Arakawa Under the Bridge (4 avril 2010 - 27 juin 2010)
  - Arakawa Under the Bridge x2 (3 octobre 2010 - 26 décembre 2010)
- ARIA The NATURAL (2 avril 2006 - 24 septembre 2006)
- Aquarion EVOL (Janvier 2012 - Juin 2012)
- Gakuen Utopia Manabi Straight! (7 janvier 2007 - 25 mars 2007)
- Galaxy Angel Rune (1er octobre 2006 -　24 décembre 2006)
- Gingitsune (6 octobre 2013 - 28 décembre 2013)
- Gugure! Kokkuri-san (5 octobre 2014 - 21 décembre 2014)
- Haiyore! Nyaruko-san W (7 avril 2013 - 30 juin 2013)
- Hanamaru Yōchien (10 janvier 2010 - 28 mars 2010)
- Heroic Age (1er avril 2007 - 30 septembre 2007)
- Ixion Saga DT (7 octobre 2012 - Mars 2013)
- Jūshin Enbu : Hero Tales (7 octobre 2007 - 30 mars 2008)
- Kanamemo (5 juillet 2009 - 27 septembre 2009)
- Keroro Gunso Otsu (4 avril 2010 - 3 avril 2011)
- Kin'iro no Corda ~primo passo~ (1er octobre 2006 - 25 mars 2007)
- Kyō no 5 no 2 (5 octobre 2008 - 28 décembre 2008)
- Mahoraba ~Heartful days (9 janvier 2005 - 26 juin)
- Makai Ōji: Devils and Realist (7 juillet 2013 - 22 septembre 2013)
- Master of Epic The Animation Age (7 janvier 2007 - 25 mars 2007)
- Minami-ke (7 octobre 2007 - 30 décembre 2007)
  - Minami-ke Okawari (6 janvier 2008 - 30 mars 2008)
  - Minami-ke Okaeri (4 janvier 2009 - 29 mars 2009)
- Miracle Train ~Ōedo-sen e youkoso~ (4 octobre 2009 - 27 décembre 2009)
- Nabari no Ou (6 avril 2008 - 28 septembre 2008)
- Natsu no Arashi! (5 avril 2009 - 28 juin 2009)
  - Natsu no Arashi ~Akinai chū~ (4 octobre 2009 - 27 décembre 2009)
- Neo Angelique Abyss (6 avril 2008 - 29 juin 2008)
  - Neo Angelique Abyss -Second Age- (6 juillet 2008 - 28 septembre 2008)
- Nobunaga the Fool (5 janvier 2014 - 22 juin 2014)
- Oda Nobuna no Yabō (8 juillet 2012 - 30 septembre 2012)
- One Punch Man (5 octobre 2015 - 21 décembre 2015)
- Pani poni dash! (3 juillet 2005 - 25 décembre 2005)
- Saki (5 avril 2009 - 27 septembre 2009)
  - Saki Achika-hen episode of side-A (8 avril 2012 - 1er juillet 2012)
  - Saki -Zenkoku-hen- (5 janvier 2014 - 6 avril 2014)
- Samurai Warriors (janvier 2015 - 29 mars 2015)
- Schwarzesmarken (10 janvier 2016 - 27 mars 2016)
- School rumble Ni-gakki (2 avril 2006 - 24 septembre 2006)
- Sensei no Ojikan (4 avril 2004 - 27 juin 2004)
- Seto no Hanayome (1er avril 2007 - 30 septembre 2007)
- Shin Keroro Gunso (10 janvier 2010 -28 mars 2010) (Rediffusion de la sélection)
- Skip-Beat! (5 octobre 2008 - 29 mars 2009)
- Sōkyū no Fafner (4 juillet 2004- 26 décembre 2004)
- Tonari no Seki-kun (5 janvier 2014 - 30 mars 2014)
- Total Eclipse (1er juillet 2012 - 23 décembre 2012)
- Yomigaeru Sora – Rescue Wings (8 janvier 2006 - 26 mars 2006)
- Zettai Bōei Leviathan (7 juillet 2013 - 29 septembre 2013) (rediffusion avec mini série)

### Diffusions notables de séries live-action
- Aikatsu Planet! (10 janvier 2021 - 27 juin 2021)
- Bishoujo Celeb Panchanne Oku-sama wa Super Heroine
- Cutie Honey (2 octobre 2007 - Mars 2008)
- Daimajin Kanon (2 avril - 1er octobre 2010)
- Garo
- Girls × Heroine! (2 avril 2017 - 26 juin 2022) 
  - Idol × Senshi Miracle Tunes! (2 avril 2017 - 25 mars 2018)
  - Mahou × Senshi Magi Majo Pures! (1er avril 2018 - 24 mars 2019)
  - Himitsu × Senshi PhantoMirage! (7 avril 2019 - 28 juin 2020)
  - Police × Senshi Lovepatrina! (26 juillet 2020 - 27 juin 2021)
  - Bittomo × Senshi Kirameki Powers! (11 juillet 2021 - 26 juin 2022)
- MAGISTER NEGI MAGI Mahou Sensei Negima! (3 octobre 2007 - Mars 2008)
- Ninja Captor (7 avril 1976 - 26 janvier 1977)
- Rizsta -Top of Artists!- (3 avril 2022 - 25 décembre 2022)
- Shougeki Gouraigan!!
- Tokyo Toybox (5 octobre 2013 - 21 décembre 2013)
  - Giga Tokyo Toybox (4 janvier 2014 - 29 mars 2014)
- Wingman (23 octobre 2024 - 25 décembre 2024)
- Yuru Camp (9 janvier 2020 - avril 2020)